# Miranda Cicognani
Miranda Cicognani (Forlì, 12 settembre 1936 – Forlì, 28 gennaio 2025) è stata una ginnasta italiana.

## Biografia
Deteneva il record femminile di vittorie ai campionati assoluti, con 5 medaglie d'oro, segno del suo predominio sulla ginnastica italiana tra il 1956 e il 1962, interrotto solo dalla sorella Rosella nel 1959 e nel 1961.
Fu la portabandiera della squadra azzurra durante la cerimonia d'apertura dei giochi olimpici di Helsinki nel 1952, nonché la prima donna a sventolare il tricolore ai giochi estivi; all'epoca aveva 15 anni.  Fu la seconda donna alfiere dei Giochi in assoluto, perché preceduta solo di qualche mese da Fides Romanin, alfiera ai giochi invernali dello stesso anno.
Partecipò a tre edizioni dei Giochi olimpici (unica nella storia della ginnastica italiana insieme a Monica Bergamelli e a Vanessa Ferrari), nel 1952 a Helsinki, nel 1956 a Melbourne e nel 1960 a Roma, classificandosi, rispettivamente, al 6º, al 7º e al 10º posto nel concorso a squadre e al 32º al 28º e al 20º posto nell'individuale.
Fu istruttrice della Nazionale dal 1963 al 1965 e partecipò in qualità di giudice internazionale ad altre sei edizioni, da Montréal 1976 a Sydney 2000, saltando l'appuntamento olimpico di Mosca 1980, le Olimpiadi del boicottaggio statunitense. A Montreal fu tra i giudici che per la prima volta nella storia assegnarono il voto 10 (alla rumena Nadia Comăneci).
Nel 2012 fu premiata dal Panathlon Club insieme a tutti gli atleti forlivesi che avevano partecipato alle Olimpiadi.
Miranda Cicognani è morta nel 2025.

## Vita privata
Si sposò nel 1965. Ebbe due figli.